# SquirrelMail
SquirrelMail — клиент электронной почты (MUA) с веб-интерфейсом, написанный на PHP. Разработка Натана Эрисмана (Nathan Ehresman) и Люка Эрисмана (Luke Ehresman). Приложение может быть установлено практически на любом веб‐сервере, на котором установлен PHP и имеется связь с почтовым сервером по протоколам IMAP и SMTP.
SquirrelMail формирует страницы, соответствующие стандарту HTML 4.0 (без использования JavaScript), что делает его совместимым с большинством современных веб-браузеров. SquirrelMail использует плагины для разделения дополнительных функций и основного приложения.
Squirrelmail выпускается под лицензией GNU GPL, и является свободным программным обеспечением. Приложение доступно на 49 языках.

## Платформы
SquirrelMail доступен для любой платформы, поддерживающей PHP (Большинство обычно используемых платформ, включая Linux, FreeBSD, Mac OS X и серверные варианты Windows NT.

## Плагины
SquirrelMail является полноценным клиентом электронной почты с web-интерфейсом. Дополнительные функции доступны в виде плагинов, которые позволяют добавлять нестандартные возможности, часто без необходимости изменять исходный код SquirrelMail. Более 200 плагинов сторонних разработчиков доступно для скачивания на сайте SquirrelMail, сам SquirrelMail поставляется с некоторым набором стандартных плагинов:
- administrator
- bug_report
- calendar
- delete_move_next
- demo — пример кода, который можно использовать в своих плагинах. Сам плагин не должен использоваться в условиях production.
- filters — позволяет сортировать письма по разным папкам в зависимости от заданных критериев.
- fortune
- info
- listcommands
- mail_fetch
- message_details
- newmail — уведомляет пользователя о пришедшем письме с помощью проигрывания звукового файла.
- sent_subfolders
- spamcop
- squirrelspell
- test
- translate

Дополнительные плагины:
- avelsieve — для работы с Sieve-фильтрами на сервере.
- quota_usage — позволяет отображать использованное место. Для отображения можно использовать HTML или изображение.
- check_quota — аналогичен quota_usage, но более гибок в настройках и позволяет использовать для отображения HTML, изображение или flash.
- view_as_html — для быстрого переключения между HTML и текстовым видом HTML-письма. Добавляется опция "Показывать HTML-версию сообщения по умолчанию" в настройки внешнего вида и кнопка "Просмотр в виде текста"/"Просмотр в виде HTML" при просмотре письма.
- spam_buttons — добавляет кнопки "Спам" / "Не спам" на список писем и на просмотр отдельного письма. Позволяет "повесить" на них произвольные функции. Можно интегрировать, например, со SpamAssassin.
- Empty Folders — Позволяет очищать папки целиком.

## Безопасность
Желательно закрыть доступ к странице src/configtest.php, т.к. с её помощью можно узнать настройки и версию SquirrelMail. Можно в конфигурационном файле включить опцию hide_sm_attributions, чтобы на странице приветствия не отображалась версия.
16 июня 2009 года было обнаружено, что веб-сервер squirrelmail.org взломан. Как утверждают разработчики, взлом не затронул исходных кодов проекта, которые расположены на sourceforge.net, однако доступ к плагинам, которые хранятся на взломаном сервере, временно закрыт.
31 июля 2009 года был опубликован отчёт по результатам исследования последствий взлома: в три дополнения к SquirrelMail — sasql, multilogin и change_pass — атаковавшими был добавлен троянский код, который среди прочего осуществлял отправку пользовательских паролей на специально созданный подставной сервер злоумышленников. Точное время подстановки троянского кода не определено .

## Локализация
SquirrelMail локализована под более чем 40 языков, включая арабский, китайский, французский, немецкий, испанский, русский.

## Поддержка
Для технической поддержки существуют несколько листков рассылки.
Разработчики могут общаться на канале IRC.
Работает система отслеживания ошибок, куда пользователи могут заносить данные об ошибках и добавлять патчи.
Для администраторов и компаний доступна также коммерческая поддержка.